# Petr Švácha
Petr Švácha (ur. 1957) – czeski entomolog-koleopterolog, specjalizujący się w badaniach nad larwami chrząszczy z rodziny kózkowatych. Od 1985 w Instytucie Entomologii Czechosłowackiej Akademii Nauk (potem Akademii nauk Republiki Czech) w Czeskich Budziejowicach. Redaktor „European Journal of Entomology”.
W czerwcu 2008 Švácha został aresztowany razem ze swoim współpracownikiem Emilem Kučerą na terenie Parku Narodowego Singalila w stanie Bengal Zachodni i oskarżony o nielegalne zbieranie owadów. W odpowiedzi na liczne apele środowiska naukowego został wypuszczony z więzienia i skazany jedynie na grzywnę w wysokości 20 tys. rupii, podczas gdy Kučera otrzymał wyrok trzech lat więzienia.

## Wybrane prace
- Švácha P, Danilevsky ML. Cerambycoid larvae of Europe and Soviet Union (Coleoptera, Cerambycoidea). Part I. Acta Universitatis Carolinae - Biologica 30: 1-176 (1986)
- Švácha P, Danilevsky ML. Cerambycoid larvae of Europe and Soviet Union (Coleoptera, Cerambycoidea). Part II. Acta Universitatis Carolinae - Biologica 31: 121-284 (1987)
- Švácha P, Danilevsky ML. Cerambycoid larvae of Europe and Soviet Union (Coleoptera, Cerambycoidea). Part III. Acta Universitatis Carolinae - Biologica 32: 1-205 (1988)
- Švácha P. Unterfamilie Lamiinae. [w:] Klausnitzer B.: Die Larven der Kafer Mitteleuropas. Band 6. Spektrum Akademischer Verlag, Heidelberg, Berlin, ss. 248-298 (2001)
- Švácha P, Wang JJ, Chen SC. Larval morphology and biology of Philus antennatus and Heterophilus punctulatus, and systematic position of the Philinae (Coleoptera: Cerambycidae and Vesperidae). Ann Soc Ent Fr NS 33, ss. 323-369 (1997)
- Švácha P. Unterfamilie Lamiinae. Tabelle fuer die Gattungen. [w:] Die Larven der Kaefer Mitteleuropas, Band 4. (B. Klausnitzer.) Goecke & Evers, Krefeld, im Gustav Fischer Verlag, Jena, ss. 238-242, 1997
- Sehnal F, Švácha P, Zrzavý J. Evolution of insect metamorphosis. [w:] L.I.Gilbert, B.G. Atkinson, J. Tata (eds.) Metamorphosis: Postembryonic reprogramming of gene expression in amphibian and insect cells, Academic Press, ss. 3-58 (1996)
- Švácha P, Akai H. The mechanism of cocoon opening in Bombyx mori (Lepidoptera, Bombycidae). Sericologia 35, ss. 29-34 (1995)
- Švácha P. The larva of Scraptia fuscula (P.W.J. Müller) (Coleoptera: Scraptiidae): autotomy and regeneration of the caudal appendage. [w:] Pakaluk J. & Ślipiński S.A. (red.) Biology, Phylogeny, and Classification of Coleoptera, p. 473-489. Muzeum i Instytut Zoologii PAN, Warszawa 1995
- Švácha P. Bionomics, behaviour and immature stages of Pelecotoma fennica (Paykull) (Coleoptera: Rhipiphoridae). J Nat Hist 28, 585-618 (1994)
- Švácha P. What are and what are not imaginal discs: Reevaluation of some basic concepts (Insecta, Holometabola). Dev Biol 154, 101-117 (1992)